# Savage, Minnesota
Savage är en stad (city) i Scott County i delstaten Minnesota i USA. Staden hade 32 465 invånare, på en yta av 42,51 km² (2020). Den är en del av storstadsområdet Minneapolis-Saint Paul.